# Route 17 (Oman)
Die Route 17 oder R17 ist eine Autobahn im Sultanat Oman. Von Maskat über das östliche Hadschar-Gebirge führt die Straße über die Küstenstadt Quriat bis in die Provinzhauptstadt Sur.
Sie ist durchgängig vierspurig ausgebaut.